# リプスコーム
リプスコーム (Lipscomb) は、アメリカ合衆国アラバマ州ジェファーソン郡にある都市。
2000年の国勢調査では人口2458人、住居は901棟、634の家庭がある。人口密度は832.5/km²。人口の各人種別区分は白人32.55％、黒人及びアフリカ系アメリカ人65.58％、アメリカ原住民0.28％、アジア人0.04％、オセアニア人0.12％、その他0.94％、混血0.49％。人口の2.24％がラテン系アメリカ人。北緯33度25分38秒、西経86度55分21秒にある。広さは3.0 km²。
この都市は固有の郵便番号がなく、ベッセマー (Bessemer) と一緒である。そのため、リプスコームがベッセマー市の一部だと勘違いしている人もいる。